# Alfafar
Alfafar település Spanyolországban, Valencia tartományban. Alfafar Benetússer, Lugar Nuevo de la Corona, Massanassa, Sedaví, Valencia és Paiporta községekkel határos. Lakosainak száma 22 131 fő (2024).

## Népesség
A település lakosságának változását az alábbi diagram mutatja:
| Lakosok száma | 18 698 | 19 655 | 20 321 | 20 853 | 20 852 | 21 305 | 20 776 | 20 890 | 21 480 | 22 131 |
|               | 2001   | 2004   | 2007   | 2009   | 2012   | 2014   | 2017   | 2019   | 2022   | 2024   |